# Martin Wilke (Grafikdesigner)
Martin Wilke (* 1903 in Berlin; † 1993) war ein deutscher Grafikdesigner, Schriftentwerfer und Typograf. 

## Leben und Werk
Martin Wilke ging in Stettin und Stargard zur Schule. Er besuchte zwei Jahre die Städtische Handwerker- und Kunstgewerbe-Fachklassen (heute: Kunstgewerbeschule Stettin) in Stettin und anschließend für weitere zwei Jahre die Fachklasse von Emil Orlik an der Unterrichtsanstalt des Kunstgewerbemuseums Berlin. Nach seinem Studium war Martin Wilke Assistent bei Wilhelm Deffke und O.H.W. Hadank.
1988 entwarf Martin Wilke für die Linotype AG die Schriftfamilie Wilke – eine Barock-Antiqua – in sechs Schriftschnitten: Wilke 55 (Roman), Wilke 75 (Bold), Wilke 95 (Black), Wilke 56 (Italic), Wilke 76 (Bold Italic) und Wilke 96 (Black Italic). In der Schriftmusterbroschüre für die Schriftfamilie Wilke beschrieb Martin Wilke seine Zusammenarbeit mit Linotype: „Die langwierige Arbeit an meiner einzigen, in sechs Garnituren herausgebrachten Antiqua erschien mir manchmal wie eine ‚Fahrt durch Packeis‛, auf der mir die Experten des Linotype-Schriftenateliers als sturmerprobte und erfahrene Lotsen zur Seite standen. In dieser Zeit des Wechsels von Zweifel und Zuversicht durfte ich darauf vertrauen, daß es mir nie an Rat, Unterstützung, Ermutigung, an Geduld und Nachsicht (in bezug auf mich) fehlen würde. Ich danke herzlich für das Erlebnis uneingeschränkt harmonischer Zusammenarbeit.“

## Schriftentwürfe (Auswahl)

### Vor 1939
- Caprice, eine Pinselschrift
- Diskus, eine Breitfeder-Kursive[3]

### Nach 1945
- Palette, eine Pinselschrift
- Piccadilly, eine Schreibschrift
- Berolina, mit der Breitfeder gezeichnet (1965)[4]
- Khedive, eine Egyptienne
- Essentia, eine serifenlose Antiqua
- Moira, eine Zierschrift
- Halftone, eine Zierschrift
- Wilke, eine Barock-Antiqua (1988)[5]